# Lijst van elektriciteitscentrales in België
Hieronder volgt een lijst van elektriciteitscentrales in België.

## Thermische centrales
| Producent                  | Centrale                    | Type eenheid     | Hoofdbrandstof            | Nominaal Vermogen [MWe] | Productie per jaar | In bedrijf |
| -------------------------- | --------------------------- | ---------------- | ------------------------- | ----------------------- | ------------------ | ---------- |
| Electrabel                 | Doel 1                      | Nucleair         | Uranium                   | 445                     | 1.172,5 GWh        | 1975       |
| Electrabel                 | Tihange 1                   | Nucleair         | Uranium                   | 962                     | ?                  | 1975       |
| Electrabel                 | Doel 2                      | Nucleair         | Uranium                   | 445                     | 1.475,2 GWh        | 1975       |
| Electrabel                 | Doel 3                      | Nucleair         | Uranium                   | 1.006                   | 3.755,5 GWh        | 1982-2022  |
| Electrabel                 | Tihange 2                   | Nucleair         | Uranium                   | 1.008                   | ?                  | 1983-2023  |
| Electrabel                 | Doel 4                      | Nucleair         | Uranium                   | 1.038                   | 5.514,7 GWh        | 1985       |
| Electrabel                 | Tihange 3                   | Nucleair         | Uranium                   | 1.046                   | ?                  | 1985       |
| Electrabel                 | Amercoeur                   | STEG             | Gas                       | 437                     | ?                  | 2009       |
| Electrabel                 | Centrale Drogenbos          | STEG             | Gas                       | 538                     | ?                  | 1993       |
| Electrabel                 | Centrale Herdersbrug        | STEG             | Gas                       | 460                     | ?                  | 1998       |
| Electrabel                 | Centrale Rodenhuize         | Kolen            | Houtpellets (biomassa)    | 205                     | ?                  | 2011       |
| Electrabel                 | Saint-Ghislain              | STEG             | Gas                       | 350                     | ?                  | 2000       |
| Electrabel / BASF          | Centrale Zandvliet          | STEG             | Gas                       | 395                     | ?                  | 2006       |
| Electrabel / ArcelorMittal | Centrale Knippegroen        | Klassiek         | Hoogovengas               | 305                     | ?                  | 2010       |
| Electrabel / Total         | Centrale Total              | WKK              | Gas                       | 129                     | ?                  | 2004       |
| Electrabel / ExxonMobil    | Centrale ExxonMobil         | WKK              | Gas                       | 140                     | ?                  | 2009       |
| Direct Energie             | Marcinelle Energie (Carsid) | STEG             | Gas                       | 405                     | ?                  | 2012       |
| Uniper (E.ON Benelux)      | Centrale Vilvoorde          | STEG             | Gas                       | 385                     | ?                  | 2001       |
| Essent / INEOS             | Inesco, Zwijndrecht         | STEG             | Gas                       | 133                     | ?                  | 2007       |
| T-Power                    | Centrale T-Power            | STEG             | Gas                       | 425                     | ?                  | 2011       |
| EDF Luminus                | Angleur                     | STEG en Klassiek | Gas                       | 117+126                 | ?                  | 1978       |
| EDF Luminus                | Gent-Ham                    | STEG en Klassiek | Gas                       | 158                     | ?                  | 1926       |
| EDF Luminus                | Centrale Ringvaart          | STEG             | Gas                       | 357                     | ?                  | 1998       |
| EDF Luminus                | Harelbeke                   | Klassiek         | Diesel                    | 83                      | ?                  | 1976       |
| EDF Luminus                | Seraing                     | STEG             | Gas                       | 400                     | ?                  | 1994       |
| Stora Enso BMK             | Gent                        | Biomassa         | Biomassa                  | 10                      | ?                  | 2003       |
| Stora Enso CFB             | Gent                        | Biomassa         | Biomassa & RDF            | 40                      | ?                  | 2010       |
| Bionerga                   | Oostende                    | Klassiek         | Huisvuil                  | 18                      | ?                  | 2009       |
| Electrawinds               | Oostende                    | Dieselmotor      | Dierlijke vetten          | 18                      | ?                  | 2005       |
| Electrawinds               | Moeskroen                   | Dieselmotor      | Dierlijke vetten          | 18                      | ?                  | 2006       |
| NPG Energy                 | Biopower Tongeren           | Biomassa         | Snijmaïs, mest, snijrogge | 2,8                     | 21.000 MWh         | 2012       |
| NPG Energy                 | NPG BIO II                  | Biomassa         | -                         | 3,0                     | 24.000 MWh         | 2014       |
| NPG Energy                 | NPG BIO I                   | Biomassa         | -                         | 2,4                     | 19.000 MWh         | 2014       |
| NPG Energy                 | NPG Bocholt                 | Biomassa         | -                         | 3,0                     | 24.000 MWh         | 2014       |
| Ecopower                   | Eeklo WKK plantaardige olie | Biomassa         | -                         | 0,2                     | 400 MWh            | 2006       |
| PLAN Wauters               | Kortessem                   | Biomassa         | Snijmaïs                  | 2,4                     | -                  | 2010       |

## Waterkracht- en pompcentrales
| Producent   | Centrale                   | Type eenheid | Nominaal Vermogen [MWe] | Productie per jaar | In bedrijf |
| ----------- | -------------------------- | ------------ | ----------------------- | ------------------ | ---------- |
| Electrabel  | Coo-Trois-Ponts            | Pompcentrale | 1164                    | ?                  | 1979       |
| Lampiris    | La Plate-Taille            | Pompcentrale | 144                     | ?                  | 1980       |
| EDF Luminus | Ampsin-Neuville            | Waterkracht  | 10                      | 43.000 MWh         | 1965       |
| EDF Luminus | Andenne                    | Waterkracht  | 9                       | 38.000 MWh         | 1980       |
| EDF Luminus | Floriffoux                 | Waterkracht  | 0,4                     | 0,8 MWh            | 1993       |
| EDF Luminus | Grand-Malades              | Waterkracht  | 5                       | 27.000 MWh         | 1988       |
| EDF Luminus | Ivoz-Ramet                 | Waterkracht  | 10                      | 40.000 MWh         | 1954       |
| EDF Luminus | Lieze                      | Waterkracht  | 18                      | 63.000 MWh         | 1980       |
| EDF Luminus | Monsin                     | Waterkracht  | 18                      | 65.500 MWh         | 1954       |
| Ecopower    | Rotselaar Molen Van Doren  | Waterkracht  | 0,075                   | 500 MWh            | 2004       |
| Ecopower    | Overijse Bovenslagrad IJse | Waterkracht  | 0,012                   | 20 MWh             | 2003       |

## Windparken
| Producent             | Locatie park                | Type eenheid | Nominaal Vermogen [MWe] | Productie per jaar | In bedrijf |
| --------------------- | --------------------------- | ------------ | ----------------------- | ------------------ | ---------- |
| C-Power               | Noordzee                    | Wind op zee  | 325                     | 1.000.000 MWh      | 2013       |
| Belwind               | Noordzee                    | Wind op zee  | 165                     | ?                  | 2010       |
| Northwind             | Noordzee                    | Wind op zee  | 216                     | ?                  | 2014       |
| Nobelwind             | Noordzee                    | Wind op zee  | 165                     | ?                  | 2017       |
| Mermaid               | Noordzee                    | Wind op zee  | 235                     |                    | 2020       |
| Seastar               | Noordzee                    | Wind op zee  | 252                     |                    | 2020       |
| Northwester 2         | Noordzee                    | Wind op zee  | 219                     |                    | 2020       |
| Norther               | Noordzee                    | Wind op zee  | 370                     |                    | 2019       |
| Rentel                | Noordzee                    | Wind op zee  | 309                     |                    | 2018       |
| EDF Luminus           | Berloz                      | Wind op land | 6                       | 15.000 MWh         | 2009       |
| EDF Luminus           | Ciney                       | Wind op land | 10                      | 19.000 MWh         | 2011       |
| EDF Luminus           | Dinant/Yvoir                | Wind op land | 12                      | 30.000 MWh         | 2007       |
| EDF Luminus           | Fosses-la-Ville/La Floreffe | Wind op land | 9                       | 22.000 MWh         | 2010       |
| EDF Luminus           | Fernelmont                  | Wind op land | 7                       | 14.000 MWh         | 2009       |
| EDF Luminus           | Gent (Kluizendok)           | Wind op land | 18                      | 40.000 MWh         | 2005       |
| EDF Luminus           | Hamme                       | Wind op land | 4,6                     | 9.000 MWh          | 2011       |
| EDF Luminus           | Ieper                       | Wind op land | 4,6                     | 8.000 MWh          | 2009       |
| EDF Luminus           | Melle                       | Wind op land | 7                       | 13.000 MWh         | 2009       |
| EDF Luminus           | Verlaine/Villers            | Wind op land | 8                       | 20.000 MWh         | 2009       |
| EDF Luminus           | Villers-le-Bouillet         | Wind op land | 9                       | 22.000 MWh         | 2005       |
| EDF Luminus           | Walcourt                    | Wind op land | 9                       | 24.000 MWh         | 2005       |
| EDF Luminus           | Wanze                       | Wind op land | 3                       | 6.000 MWh          | 2007       |
| Ecopower              | Eeklo Leidijkmolen          | Wind op land | 1,8                     | 3.250 MWh          | 2001       |
| Ecopower              | Eeklo Verheylegatmolen      | Wind op land | 1,8                     | 3.250 MWh          | 2001       |
| Ecopower              | Eeklo Honderdbundermolen    | Wind op land | 0,6                     | 950 MWh            | 2002       |
| Ecopower              | Eeklo 2                     | Wind op land | 4,6                     | 10.000 MWh         | 2011       |
| Ecopower (19,93%) ea. | Gent Kluizendok             | Wind op land | 4,4                     | 8.800 MWh          | 2005       |
| Ecopower (33%) ea.    | Gistel Gistelwind           | Wind op land | 0,8                     | 1.650 MWh          | 2007       |
| Ecopower (25%) ea.    | Essen-Kalmthout             | Wind op land | 2                       | 4.500 MWh          | 2012       |
| Ecopower              | Doornik                     | Wind op land | 4,6                     | 10.000 MWh         | 2010       |
| WindVision            | Windturbinepark Estinnes    | Wind op land | 66                      | 187.000 MWh        | 2010       |

## Zonneparken
| Producent             | Centrale                  | Type eenheid | Nominaal Vermogen (MWp) | Geraamde jaarproductie (MWh) | In bedrijf |
| --------------------- | ------------------------- | ------------ | ----------------------- | ---------------------------- | ---------- |
| Terranova Solar       | Terra Nova                | PV           | 15                      | ?                            | 2014       |
| Zonnecentrale Limburg | Zonnecentrale Nyrstar     | PV           | 4,7                     | 4.000                        | 2011       |
| Zonnecentrale Limburg | Zonnecentrale Tongeren    | PV           | 4,5                     | 4.000                        | 2011       |
| Infrabel              | Zonnetunnel HSL4          | PV           | 4,5                     | 3.300                        | 2012       |
| Ecopower              | Zon op school             | PV           | 3,1                     | 2.610                        | 2009       |
| Katoen Natie          | Sabeen, Sint-Kruis-Winkel | PV           | 2,2                     | ?                            | 2010       |
| Warehouses De Pauw    | WDP Boom                  | PV           | 1,9                     | ?                            | 2008       |
| ENGIE Fabricom        | Kristal Solar Park        | PV           | 99,5                    | 85.000                       | 2019       |
| Ecopower              | PV decentraal             | PV           | 0,4                     | 340                          | 2007       |

## Uit dienst
| Centrale                         | Type eenheid | Hoofdbrandstof              | Nominaal Vermogen [MWe] | Productie per jaar | In bedrijf |
| -------------------------------- | ------------ | --------------------------- | ----------------------- | ------------------ | ---------- |
| Centrale Langerlo                | Kolen        | Kolen/biomassa              | 556                     | ?                  | 1976-2017  |
| Centrale des Awirs               | Kolen        | Biomassa                    | 390                     | ?                  | 1951-2020  |
| Centrale Langerbrugge            | Kolen        | Kolen/biomassa              | ?                       | ?                  | 1913-2010  |
| Elektriciteitscentrale van Ruien | Kolen        | Kolen/biomassa/aardgas      | 800                     | ?                  | 1958-2013  |
| Centrale Kallo                   | Fossiel      | Steenkool/stookolie/aardgas | 560                     | ?                  | 1972-2011  |
| Centrale Mol-Donk                | Kolen        | Kolen/aardgas               | 306                     | ?                  | 1965-2010  |
| Centrale Monceau (Charleroi)     | Kolen        | Kolen/aardgas               | 92                      | ?                  | 1921-2007  |
| Centrale Marchienne (Charleroi)  | Kolen        | Kolen/aardgas               | 115                     | ?                  | 1912-1997  |